# Ривароло дел Ре
Ривароло дел Ре (итал. Rivarolo del Re) је насеље у Италији у округу Кремона, региону Ломбардија.
Према процени из 2011. у насељу је живело 1259 становника. Насеље се налази на надморској висини од 24 м.

## Становништво
Према резултатима пописа становништва 2011. у општини је живело 2.077 становника.
| 1931. | 1936. | 1951. | 1961. | 1971. | 1981. | 1991. | 2001. | 2011. |
| ----- | ----- | ----- | ----- | ----- | ----- | ----- | ----- | ----- |
| 3.396 | 3.503 | 3.504 | 2.965 | 2.348 | 2.050 | 1.918 | 1.919 | 2.077 |